# Symphyotrichum parviflora
Symphyotrichum parviflorum је једногодишња травната врста из фамилије Asteracae.

## Опис
Има беле, понекад ружичасте, додатне цветове који окружују жуте дисковне цветове. Док се биљка суши после опрашивања, свакој додатној цветној латици се заврти 1 до 2 пута. Oбично цвета од јула до новембра, али понекад и у јануару.ј

## Порекло
Нативан је за Мексико, Карибе, већину Централне Америке, Еквадор и југозападне Сједињене Државе. Такође је познат под научним именом Symphyotrichum expansium. 
Инвазивна је врста у централној Европи. Флора Северне Америке наводи уведене примерке ове врсте на Хавајима и Јапану. Расте у мочварним стаништима и поред путева на висинама од 0–1,100 метара, понекад до 4,000 метара, и често се сматра коровом.

## Заштита
Од децембра 2021, NatureServe не даје глобални статус овом биљци. Сматра се критично угроженом врстом у Невади.